# السحاري (مجزر)

تعديل مصدري - تعديل

السحاري هي إحدى قرى عزلة السحاري بمديرية مجزر التابعة لمحافظة مأرب، بلغ تعداد سكانها 1555 نسمة حسب تعداد اليمن لعام 2004.